# Питкаярви
Питкаярви (Питка-ярви, Питкяярви) — пресноводное озеро на территории Юшкозерского сельского поселения Калевальского района Республики Карелии.

## Общие сведения
Площадь озера — 1,2 км². Располагается на высоте 107,7 метров над уровнем моря.
Форма озера лопастная, продолговатая: оно вытянуто с северо-запада на юго-восток. Берега изрезанные, каменисто-песчаные, преимущественно возвышенные.
Из северо-западной оконечности озера вытекает протока, впадающая в озеро Шонго. Через Шонго течёт река Шонга, впадающая с правого берега в реку Кепу. Кепа в свою очередь впадает в озеро Кулянъярви, через которое протекает река Кемь.
В озере расположено не менее шести безымянных островов различной площади.
К востоку от озера проходит автодорога местного значения 86К-4 («Кепа — Юшкозеро — Боровой — Костомукша»).
Код объекта в государственном водном реестре — 02020000911102000005995.